# Луїза Мартін
Луїза Мартін (англ. Louisa Martin; 3 вересня 1865 — 24 жовтня 1941) — колишня британська тенісистка.
Найвищим досягненням на турнірах Великого шолома був фінал в одиночному розряді.

## Фінали турнірів Великого шолома

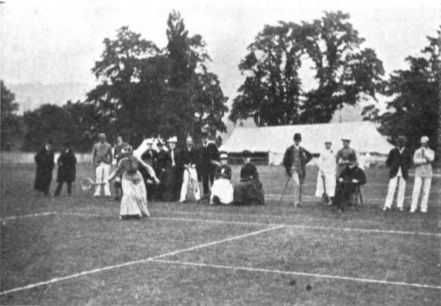
Martin at the Bath tournament in 1885

### Одиночний розряд (1 поразка)
| Результат | Рік  | Турнір                    | Покриття | Суперниця      | Рахунок  |
| --------- | ---- | ------------------------- | -------- | -------------- | -------- |
| Поразка   | 1898 | Вімблдонський турнір 1898 | Покриття | Шарлотта Купер | 4–6, 4–6 |

## Нотатки
1. ↑  Only the 1898 edition of the All-comer's final is listed because the winner of this final was awarded the singles титул in the absence of a challenge round. From 1886 until 1921, the tournament started with a knockout phase, the All Comers' Одиночний розряд, whose winner then faced the defending champion in a challenge round final. The All Comers' final winner was automatically awarded the титул 11 times, (including 1898 but not 1900 and 1901) because the previous year's champion did not defend her титул.